# Mexico City Open 2024
Il Mexico City Open 2024 è stato un torneo maschile di tennis giocato sulla terra rossa. È stata la 3ª edizione del torneo, facente parte della categoria Challenger 125 nell'ambito dell'ATP Challenger Tour 2024. Si è giocato presso il Centro Deportivo Chapultepec di Città del Messico, in Messico, dal 1° al 7 aprile 2024.

## Partecipanti singolare

### Teste di serie
| Nazionalità | Giocatore                  | Ranking* | Testa di serie |
| ----------- | -------------------------- | -------- | -------------- |
| Argentina   | Thiago Agustín Tirante     | 99       | 1              |
| Australia   | Adam Walton                | 150      | 2              |
| Francia     | Giovanni Mpetshi Perricard | 165      | 3              |
| Australia   | Marc Polmans               | 167      | 4              |
| Kazakistan  | Beibit Zhukayev            | 191      | 5              |
| Regno Unito | Oliver Crawford            | 203      | 6              |
| Australia   | Omar Jasika                | 208      | 7              |
| Svizzera    | Marc-Andrea Hüsler         | 209      | 8              |

* Ranking al 18 marzo 2024.

### Altri partecipanti
I seguenti giocatori hanno ricevuto una wild card per il tabellone principale:
- Ernesto Escobedo
- Rodrigo Pacheco Méndez
- Vasek Pospisil

I seguenti giocatori sono entrati in tabellone come special exempt:
- Nicolás Mejía
- Matías Soto

I seguenti giocatori sono passati dalle qualificazioni:
- Alafia Ayeni
- Gerard Campaňa Lee
- Elmar Ejupovic
- Alex Hernández
- Skander Mansouri
- Benjamin Lock

## Punti e montepremi
| Torneo    | Torneo              | V      | F      | SF    | QF    | 2T    | 1T    | Q | Q2  | Q1  |
| Singolare | Punti               | 125    | 64     | 35    | 16    | 8     | 0     | 5 | 3   | 0   |
| Singolare | Premi in denaro ($) | 21 650 | 12 770 | 7 560 | 4 400 | 2 590 | 1 565 | – | 785 | 395 |
| Doppio    | Punti               | 125    | 64     | 35    | 16    | –     | 0     | – | –   | –   |
| Doppio    | Premi in denaro ($) | 9 350  | 5 440  | 3 250 | 1 930 | –     | 1,080 | – | –   | –   |

## Campioni

### Singolare
Thiago Agustín Tirante ha sconfitto in finale  Alexis Galarneau con il punteggio di 6–1, 6–3.

### Doppio
Ryan Seggerman /  Patrik Trhac hanno sconfitto in finale  Tristan Schoolkate /  Adam Walton con il punteggio di 5–7, 6–4, [10–5].